# Pietro De Angelis
Pietro De Angelis (Manziana, 1º agosto 1809 – Roma, 31 marzo 1881) è stato un politico italiano.
Fu senatore del regno d'Italia nella XIII legislatura.

## Biografia
Di orientamento liberale, partecipò come volontario ai moti del 1848 in Veneto.
Dopo il XX settembre fu nominato nelle Giunta provvisoria di Governo presieduta da Michelangelo Caetani.